# Новачене (Плевенская область)
Новачене (болг. Новачене) — село в Болгарии. Находится в Плевенской области, входит в общину Никопол. Население составляет 1 289 человек.

## Политическая ситуация
В местном кметстве Новачене, в состав которого входит Новачене, должность кмета (старосты) исполняет Методи Илиев Генов (Болгарский земледельческий народный союз (БЗНС)) по результатам выборов правления кметства.
Кмет (мэр) общины Никопол — Валерий Димитров Желязков (Болгарский земледельческий народный союз (БЗНС)) по результатам выборов в правление общины.